# Conrad de Montferrat
Pour les articles homonymes, voir Conrad.
Conrad de Montferrat, né vers 1146 et mort assassiné le 28 avril 1192, est seigneur de Tyr de 1187 à 1192, marquis de Montferrat de 1190 à 1192 et roi de Jérusalem en 1192. Sa résistance face à Saladin à Tyr en 1187 permet le maintien de la présence chrétienne en Palestine, et la survie du royaume de Jérusalem pendant plus d'un siècle. 

## Biographie

### Jeunesse
Conrad est le second fils de Guillaume V, marquis de Montferrat et de Judith de Babenberg. Il y a peu d’information sur sa jeunesse, les premiers documents le concernant datant de 1160. Des négociations sont menées entre 1166 et 1168 pour marier l'une des filles du roi Henri II d'Angleterre et un fils de Guillaume V, mais on ignore s'il s'agit de Conrad. En 1172, Conrad apparaît au côté de Frédéric Barberousse dans son conflit contre les communes lombardes. Hormis le fait que les deux hommes soient cousins, il est de tradition que les Alérame soient pro-impériaux.

### Avec et contre Frédéric Barberousse
Frédéric Barberousse battu, Conrad prend part aux négociations de paix, escortant probablement les légats du pape Alexandre III jusqu’au camp impérial à Modène. Il passe la presque totalité de l’année 1176 en Toscane et reçoit l’année suivante les terres de Marturi et de Poggibonsi au nom de sa sœur Agnès. Encore fidèle à Frédéric Barberousse, on le retrouve à Assise deux ans plus tard à la suite de l’empereur mais c’est la dernière fois qu’il fait partie de son entourage.
Après sa rupture avec le chancelier impérial Christian Ier von Buch, Conrad se retourne contre l’empereur, organisant une révolte qui échoue. Il est fait prisonnier par le chancelier et doit payer une forte rançon. C’est à partir de ce moment que sa famille commence à se lier avec la maison byzantine des Comnène.
Avec l’aide de ceux-ci, en septembre 1179, Conrad constitue une grande armée qui attaque et bat les troupes allemandes commandées par Christian qui est fait prisonnier et confié au frère de Conrad, Boniface. Le projet de l’empereur byzantin est sans aucun doute de conduire Christian en Orient mais la défaite de l’antipape Innocent III en 1180 et la crise de la politique orientale en Italie mettent fin au projet et Christian est libéré en échange d’une forte rançon.
Christian relâché et les plans de politique extérieure revus, Conrad juge plus raisonnable de se rapprocher du Saint-Empire. On le retrouve, comme délégué impérial, à représenter Frédéric à Tortona en 1183.

### Action en Terre sainte
Lorsque son petit-fils Baudouin V devient roi de Jérusalem en 1185, Guillaume V se rend en Terre sainte, laissant la régence du marquisat de Montferrat à son fils Conrad. Ce dernier le suit peu après, laissant la régence de Montferrat à son frère Boniface, mais dérouté par les tempêtes, il arrive à Constantinople en 1186.
L’annonce de la mort de son neveu Baudouin l’incite à différer son voyage en Terre sainte. Il s’installe à Constantinople où il épouse Théodora, la sœur de l’empereur byzantin, Isaac II Ange. Il conduit la coalition gréco-latine qui met fin à la révolte du général Alexis Branas. Il reçoit également le titre de césar, même s'il n'en obtient pas tous les privilèges. Impliqué dans un meurtre, il quitte secrètement Constantinople au mois de mai ou de juin 1187, et prend la direction d’Acre, abandonnant ainsi son épouse.

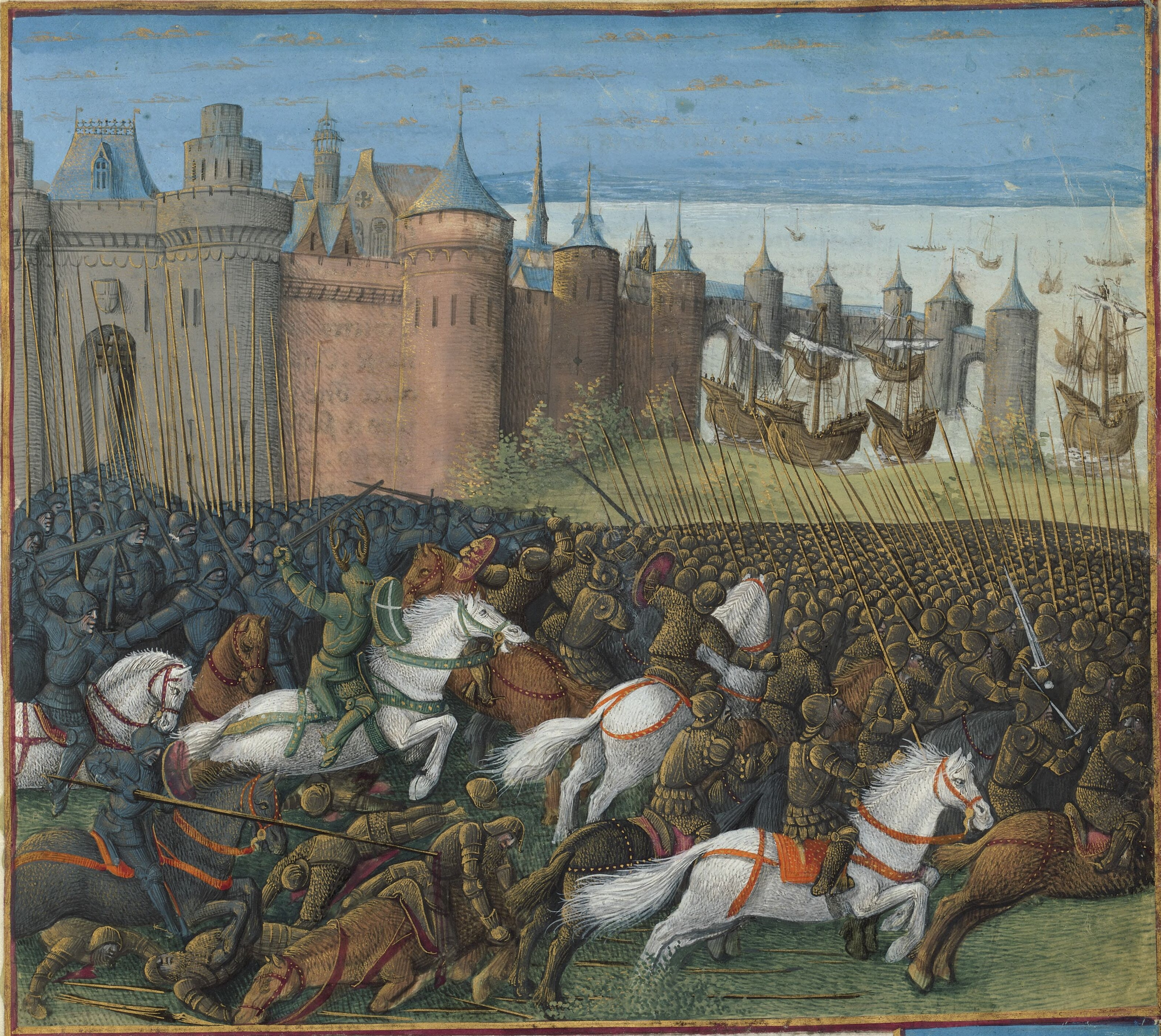
Le siège de Tyr (1187). Illustration des Passages d'outremer (XVe siècle).

Son navire arrive en vue de Saint-Jean-d’Acre fin juillet ou début août 1187, mais il se rend compte que la ville est aux mains des musulmans. En effet, Saladin vient d’écraser l’armée franque à Hattin le 4 juillet et entreprend de prendre les cités côtières les unes après les autres. Conrad se rend alors à Tyr où il débarque pendant les négociations de reddition de la ville. Sa présence remonte le moral des Francs, qui mettent fin aux pourparlers. Conrad prend en main la défense de la ville et la défend contre Saladin, refusant même de l’échanger contre la vie de son propre père, qui compte parmi les prisonniers de Hattin,. Ne pouvant que constater l’absence de résultat, Saladin lève le siège de la ville le 2 janvier 1188.
En juillet 1188, Saladin fait libérer Guy de Lusignan, espérant que la médiocrité de ce dernier va neutraliser l’intelligence et la bravoure de Conrad. Mais ce dernier ne tombe pas dans le piège et refuse à Guy l’accès de Tyr. Conrad lui déclare qu'il détient la ville de Tyr en tant que représentant des monarques croisés qui sont en route pour la Terre sainte. Richard Ier d'Angleterre, en tant que suzerain des Lusignan en Guyenne, est favorable à Guy ; mais l'empereur Frédéric Barberousse et le roi Philippe Auguste sont les cousins et alliés de Conrad.

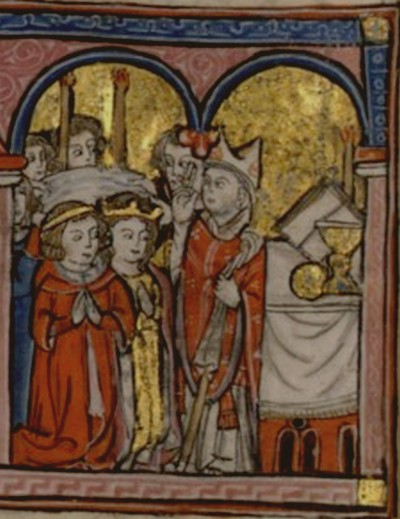
Mariage de Conrad et d'Isabelle de Jérusalem. Miniature du XIIIe siècle.

Devenu roi sans terre, Guy de Lusignan met le siège devant Saint-Jean-d’Acre avec l’appui des rois Philippe Auguste et Richard Cœur de Lion. Mettant de côté son antagonisme vis-à-vis de Guy de Lusignan, Conrad n’hésite pas à prêter main-forte aux croisés et à les ravitailler. Mais il assure en même temps ses droits au trône en épousant Isabelle de Jérusalem le 24 novembre 1190, tandis que Guy de Lusignan, qui était roi de Jérusalem par son mariage avec Sibylle de Jérusalem, se retrouve veuf.
Saint-Jean-d’Acre est prise le 12 juillet 1191 après un siège de 22 mois, ravivant la querelle entre Guy et Conrad. Le 28 juillet, Richard Cœur de Lion et Philippe Auguste parviennent à un accord : Guy de Lusignan reste roi, mais ses enfants ne bénéficient d’aucun droit de succession ; Conrad de Montferrat est désigné héritier du royaume et reçoit un comté nouvellement créé composé de Tyr, Sidon et Beyrouth.
Philippe Auguste repart en France, laissant un contingent conduit par Hugues III de Bourgogne. Richard poursuit la conquête du littoral, mais ne parvient pas à reprendre Jérusalem. Il entreprend des négociations avec Saladin tandis que Conrad, pour ne pas rester à l’écart, négocie également avec Saladin. En février 1192, des partisans génois tentent de lui livrer Acre, tenue par des partisans de Lusignan, mais échouent. Cependant de plus en plus de barons croisés rejoignent le camp de Conrad et le roi Richard est contraint de reconnaître Conrad comme roi de Jérusalem, vendant l’île de Chypre à Guy de Lusignan à titre de compensation.
Peu après, le 28 avril 1192, Conrad est assassiné par deux ismaëliens. Selon certains, c’est Saladin qui l’aurait fait tuer, mais d’autres thèses affirment que l’organisateur du meurtre est le chef des nizârites, Sinan, en représailles à la confiscation des marchandises lui appartenant,. La fille de Conrad, Marie de Montferrat, naît posthume au cours de l’été 1192. Pour ne pas laisser le royaume sans roi, sa veuve Isabelle, enceinte, est remariée le 2 mai 1192 à Henri II de Champagne.
Conrad est sujet des chansons des troubadours Bertran de Born et Peirol d'Auvernha.

## Famille
Il est cousin du roi Louis VII et de l’empereur Frédéric Barberousse, et issu d’une famille de croisés. Son frère aîné Guillaume se rend en Terre sainte en 1176 et épouse Sibylle de Jérusalem, mais meurt l'année suivante. Leur père, le marquis Guillaume V, qui avait déjà combattu en Terre sainte en 1147, s’y rend de nouveau en 1185, lorsque son petit-fils Baudouin V en devient roi, et est fait prisonnier lors de la bataille de Hattin en 1187.
|  |  |                        |                        |                        |                        | Humbert II duc de Savoie | Humbert II duc de Savoie | Humbert II duc de Savoie | Humbert II duc de Savoie | Humbert II duc de Savoie | Humbert II duc de Savoie |                    |                    | Gisèle de Bourgogne         | Gisèle de Bourgogne         | Gisèle de Bourgogne         | Gisèle de Bourgogne         | Gisèle de Bourgogne               | Gisèle de Bourgogne               |                                   |                                   | Rénier Ier marquis de Montferrat  | Rénier Ier marquis de Montferrat  | Rénier Ier marquis de Montferrat | Rénier Ier marquis de Montferrat | Rénier Ier marquis de Montferrat | Rénier Ier marquis de Montferrat |                                |                                | Léopold III duc d'Autriche     | Léopold III duc d'Autriche     | Léopold III duc d'Autriche    | Léopold III duc d'Autriche    | Léopold III duc d'Autriche         | Léopold III duc d'Autriche         |                                    |                                    | Agnès de Franconie                 | Agnès de Franconie                 | Agnès de Franconie         | Agnès de Franconie         | Agnès de Franconie         | Agnès de Franconie         |  |  | Frédéric Ier duc de Souabe    | Frédéric Ier duc de Souabe    | Frédéric Ier duc de Souabe    | Frédéric Ier duc de Souabe    | Frédéric Ier duc de Souabe    | Frédéric Ier duc de Souabe    |  |  |  |  |  |  |  |  |  |  |  |  |  |  |  |  |  |  |  |  |  |  |  |  |  |  |  |  |  |  |
|  |  |                        |                        |                        |                        | Humbert II duc de Savoie | Humbert II duc de Savoie | Humbert II duc de Savoie | Humbert II duc de Savoie | Humbert II duc de Savoie | Humbert II duc de Savoie |                    |                    | Gisèle de Bourgogne         | Gisèle de Bourgogne         | Gisèle de Bourgogne         | Gisèle de Bourgogne         | Gisèle de Bourgogne               | Gisèle de Bourgogne               |                                   |                                   | Rénier Ier marquis de Montferrat  | Rénier Ier marquis de Montferrat  | Rénier Ier marquis de Montferrat | Rénier Ier marquis de Montferrat | Rénier Ier marquis de Montferrat | Rénier Ier marquis de Montferrat |                                |                                | Léopold III duc d'Autriche     | Léopold III duc d'Autriche     | Léopold III duc d'Autriche    | Léopold III duc d'Autriche    | Léopold III duc d'Autriche         | Léopold III duc d'Autriche         |                                    |                                    | Agnès de Franconie                 | Agnès de Franconie                 | Agnès de Franconie         | Agnès de Franconie         | Agnès de Franconie         | Agnès de Franconie         |  |  | Frédéric Ier duc de Souabe    | Frédéric Ier duc de Souabe    | Frédéric Ier duc de Souabe    | Frédéric Ier duc de Souabe    | Frédéric Ier duc de Souabe    | Frédéric Ier duc de Souabe    |  |  |  |  |  |  |  |  |  |  |  |  |  |  |  |  |  |  |  |  |  |  |  |  |  |  |  |  |  |  |
|  |  |                        |                        |                        |                        |                          |                          |                          |                          |                          |                          |                    |                    |                             |                             |                             |                             |                                   |                                   |                                   |                                   |                                   |                                   |                                  |                                  |                                  |                                  |                                |                                |                                |                                |                               |                               |                                    |                                    |                                    |                                    |                                    |                                    |                            |                            |                            |                            |  |  |                               |                               |                               |                               |                               |                               |  |  |  |  |  |  |  |  |  |  |  |  |  |  |  |  |  |  |  |  |  |  |  |  |  |  |  |  |  |  |
|  |  |                        |                        |                        |                        |                          |                          |                          |                          |                          |                          |                    |                    |                             |                             |                             |                             |                                   |                                   |                                   |                                   |                                   |                                   |                                  |                                  |                                  |                                  |                                |                                |                                |                                |                               |                               |                                    |                                    |                                    |                                    |                                    |                                    |                            |                            |                            |                            |  |  |                               |                               |                               |                               |                               |                               |  |  |  |  |  |  |  |  |  |  |  |  |  |  |  |  |  |  |  |  |  |  |  |  |  |  |  |  |  |  |
|  |  | Louis VI roi de France | Louis VI roi de France | Louis VI roi de France | Louis VI roi de France | Louis VI roi de France   | Louis VI roi de France   |                          |                          | Adélaïde de Savoie       | Adélaïde de Savoie       | Adélaïde de Savoie | Adélaïde de Savoie | Adélaïde de Savoie          | Adélaïde de Savoie          |                             |                             | Guillaume V marquis de Montferrat | Guillaume V marquis de Montferrat | Guillaume V marquis de Montferrat | Guillaume V marquis de Montferrat | Guillaume V marquis de Montferrat | Guillaume V marquis de Montferrat |                                  |                                  |                                  |                                  |                                |                                | Judith de Babenberg            | Judith de Babenberg            | Judith de Babenberg           | Judith de Babenberg           | Judith de Babenberg                | Judith de Babenberg                |                                    |                                    | Conrad III roi des Romains         | Conrad III roi des Romains         | Conrad III roi des Romains | Conrad III roi des Romains | Conrad III roi des Romains | Conrad III roi des Romains |  |  | Frédéric II duc de Souabe     | Frédéric II duc de Souabe     | Frédéric II duc de Souabe     | Frédéric II duc de Souabe     | Frédéric II duc de Souabe     | Frédéric II duc de Souabe     |  |  |  |  |  |  |  |  |  |  |  |  |  |  |  |  |  |  |  |  |  |  |  |  |  |  |  |  |  |  |
|  |  | Louis VI roi de France | Louis VI roi de France | Louis VI roi de France | Louis VI roi de France | Louis VI roi de France   | Louis VI roi de France   |                          |                          | Adélaïde de Savoie       | Adélaïde de Savoie       | Adélaïde de Savoie | Adélaïde de Savoie | Adélaïde de Savoie          | Adélaïde de Savoie          |                             |                             | Guillaume V marquis de Montferrat | Guillaume V marquis de Montferrat | Guillaume V marquis de Montferrat | Guillaume V marquis de Montferrat | Guillaume V marquis de Montferrat | Guillaume V marquis de Montferrat |                                  |                                  |                                  |                                  |                                |                                | Judith de Babenberg            | Judith de Babenberg            | Judith de Babenberg           | Judith de Babenberg           | Judith de Babenberg                | Judith de Babenberg                |                                    |                                    | Conrad III roi des Romains         | Conrad III roi des Romains         | Conrad III roi des Romains | Conrad III roi des Romains | Conrad III roi des Romains | Conrad III roi des Romains |  |  | Frédéric II duc de Souabe     | Frédéric II duc de Souabe     | Frédéric II duc de Souabe     | Frédéric II duc de Souabe     | Frédéric II duc de Souabe     | Frédéric II duc de Souabe     |  |  |  |  |  |  |  |  |  |  |  |  |  |  |  |  |  |  |  |  |  |  |  |  |  |  |  |  |  |  |
|  |  |                        |                        |                        |                        |                          |                          |                          |                          |                          |                          |                    |                    |                             |                             |                             |                             |                                   |                                   |                                   |                                   |                                   |                                   |                                  |                                  |                                  |                                  |                                |                                |                                |                                |                               |                               |                                    |                                    |                                    |                                    |                                    |                                    |                            |                            |                            |                            |  |  |                               |                               |                               |                               |                               |                               |  |  |  |  |  |  |  |  |  |  |  |  |  |  |  |  |  |  |  |  |  |  |  |  |  |  |  |  |  |  |
|  |  |                        |                        |                        |                        |                          |                          |                          |                          |                          |                          |                    |                    |                             |                             |                             |                             |                                   |                                   |                                   |                                   |                                   |                                   |                                  |                                  |                                  |                                  |                                |                                |                                |                                |                               |                               |                                    |                                    |                                    |                                    |                                    |                                    |                            |                            |                            |                            |  |  |                               |                               |                               |                               |                               |                               |  |  |  |  |  |  |  |  |  |  |  |  |  |  |  |  |  |  |  |  |  |  |  |  |  |  |  |  |  |  |
|  |  |                        |                        |                        |                        | Louis VII roi de France  | Louis VII roi de France  | Louis VII roi de France  | Louis VII roi de France  | Louis VII roi de France  | Louis VII roi de France  |                    |                    | Guillaume comte de Jaffa    | Guillaume comte de Jaffa    | Guillaume comte de Jaffa    | Guillaume comte de Jaffa    | Guillaume comte de Jaffa          | Guillaume comte de Jaffa          |                                   |                                   | Conrad roi de Jérusalem           | Conrad roi de Jérusalem           | Conrad roi de Jérusalem          | Conrad roi de Jérusalem          | Conrad roi de Jérusalem          | Conrad roi de Jérusalem          |                                |                                | Boniface roi de Thessalonique  | Boniface roi de Thessalonique  | Boniface roi de Thessalonique | Boniface roi de Thessalonique | Boniface roi de Thessalonique      | Boniface roi de Thessalonique      |                                    |                                    | Rénier x Marie Comnène             | Rénier x Marie Comnène             | Rénier x Marie Comnène     | Rénier x Marie Comnène     | Rénier x Marie Comnène     | Rénier x Marie Comnène     |  |  | Frédéric Barberousse empereur | Frédéric Barberousse empereur | Frédéric Barberousse empereur | Frédéric Barberousse empereur | Frédéric Barberousse empereur | Frédéric Barberousse empereur |  |  |  |  |  |  |  |  |  |  |  |  |  |  |  |  |  |  |  |  |  |  |  |  |  |  |  |  |  |  |
|  |  |                        |                        |                        |                        | Louis VII roi de France  | Louis VII roi de France  | Louis VII roi de France  | Louis VII roi de France  | Louis VII roi de France  | Louis VII roi de France  |                    |                    | Guillaume comte de Jaffa    | Guillaume comte de Jaffa    | Guillaume comte de Jaffa    | Guillaume comte de Jaffa    | Guillaume comte de Jaffa          | Guillaume comte de Jaffa          |                                   |                                   | Conrad roi de Jérusalem           | Conrad roi de Jérusalem           | Conrad roi de Jérusalem          | Conrad roi de Jérusalem          | Conrad roi de Jérusalem          | Conrad roi de Jérusalem          |                                |                                | Boniface roi de Thessalonique  | Boniface roi de Thessalonique  | Boniface roi de Thessalonique | Boniface roi de Thessalonique | Boniface roi de Thessalonique      | Boniface roi de Thessalonique      |                                    |                                    | Rénier x Marie Comnène             | Rénier x Marie Comnène             | Rénier x Marie Comnène     | Rénier x Marie Comnène     | Rénier x Marie Comnène     | Rénier x Marie Comnène     |  |  | Frédéric Barberousse empereur | Frédéric Barberousse empereur | Frédéric Barberousse empereur | Frédéric Barberousse empereur | Frédéric Barberousse empereur | Frédéric Barberousse empereur |  |  |  |  |  |  |  |  |  |  |  |  |  |  |  |  |  |  |  |  |  |  |  |  |  |  |  |  |  |  |
|  |  |                        |                        |                        |                        |                          |                          |                          |                          |                          |                          |                    |                    |                             |                             |                             |                             |                                   |                                   |                                   |                                   |                                   |                                   |                                  |                                  |                                  |                                  |                                |                                |                                |                                |                               |                               |                                    |                                    |                                    |                                    |                                    |                                    |                            |                            |                            |                            |  |  |                               |                               |                               |                               |                               |                               |  |  |  |  |  |  |  |  |  |  |  |  |  |  |  |  |  |  |  |  |  |  |  |  |  |  |  |  |  |  |
|  |  |                        |                        |                        |                        |                          |                          |                          |                          |                          |                          |                    |                    | Baudouin V roi de Jérusalem | Baudouin V roi de Jérusalem | Baudouin V roi de Jérusalem | Baudouin V roi de Jérusalem | Baudouin V roi de Jérusalem       | Baudouin V roi de Jérusalem       |                                   |                                   |                                   |                                   |                                  |                                  | Démétrios roi de Thessalonique   | Démétrios roi de Thessalonique   | Démétrios roi de Thessalonique | Démétrios roi de Thessalonique | Démétrios roi de Thessalonique | Démétrios roi de Thessalonique |                               |                               | Guillaume VI marquis de Montferrat | Guillaume VI marquis de Montferrat | Guillaume VI marquis de Montferrat | Guillaume VI marquis de Montferrat | Guillaume VI marquis de Montferrat | Guillaume VI marquis de Montferrat |                            |                            |                            |                            |  |  |                               |                               |                               |                               |                               |                               |  |  |  |  |  |  |  |  |  |  |  |  |  |  |  |  |  |  |  |  |  |  |  |  |  |  |  |  |  |  |

### Mariages et enfants
Sa première épouse n’est pas connue. En 1186, le chroniqueur byzantin Nicétas Choniatès mentionne que Conrad était veuf depuis peu de temps, sans nommer l’épouse morte. Une allusion du chroniqueur Ralph de Coggeshall dans son récit mentionnant l’arrestation de Richard Cœur de Lion lors de son retour de croisade laisse supposer que cette première épouse est parente de Meinhard II de Görtz.
Il se remarie ensuite au début de l’année 1187 avec Theodora, sœur de l’empereur Isaac II Ange.
On ne sait ni quand ni sous quel prétexte ce mariage est annulé, mais il le fut, car Théodora est encore vivante en 1195 et Conrad épouse en troisièmes noces le 24 novembre 1190 Isabelle (1172-1206), reine de Jérusalem que les barons du royaume ont contraint à se séparer d’Onfroy IV de Toron. De ce mariage est née :
- Marie (1192-1212), reine de Jérusalem, mariée à Jean de Brienne († 1237).

Une de ses épouses est une protagoniste du Décaméron (Journée I, 5).